# Stephanocaryum olgae
Stephanocaryum olgae är en strävbladig växtart som först beskrevs av Boris Fedtjenko, och fick sitt nu gällande namn av Mikhail Grigoríevič Popov. Stephanocaryum olgae ingår i släktet Stephanocaryum och familjen strävbladiga växter. Inga underarter finns listade i Catalogue of Life.